# 미국 수정 헌법 제27조
미국 수정 헌법 제27조(미국 수정 헌법 제27조, Twenty-seventh Amendment to the United States Constitution 또는 Amendment XXVII)는 미국 헌법의 가장 새로운 수정 조항이지만, 원래 1789년에 처음 제출된 이후 202년하고도 반년 후인 1992년에 비준된 특이한 수정안이다.

## 수정 조항
상원 의원과 하원 의원의 업무에 대한 급여를 변경하는 법은, 다음 하원 의원 선거가 시행될 때까지 그 효력이 발생되지 아니한다.
No law, varying the compensation for the services of the Senators and Representatives, shall take effect, until an election of Representatives shall have intervened.

## 배경
수정 제27조는 미국 의회 의원의 급여를 변경하는 것은 하원 의원의 다음 임기가 시작될 때까지 유효하지 않다는 것을 규정하고 있다. 종종 〈1789년 의원 보수 수정안〉, 〈의원 급여 수정안〉 또는 〈매디슨 수정안〉이라고도 하며, 이익이 대립되는 문제를 안고 있기 때문에 의회가 자신들의 급여를 정하는 권한을 제한하기 위해 만들어졌다.
원래 이 법안이 제출되었을 때 비준에 필요한 11주 (당시는 총 14주) 중에 불과 6주만 비준하였고, 5주에서 거부되었다. 1873년 오하이오 의회가 연방 의회에 의해 채택된 논의가 많은 보수 인상에 대한 항의의 의미로 제안을 비준한 특이한 행동을 제외하고, 보상 제한 조항은 1980년대까지 휴면 상태였다. 1982년에 텍사스 대학교 오스틴의 학부생 그레고리 왓슨 (Gregory Watson)이 이 법안을 발견하면서 법안 통과 운동을 시작하여 10년 후 비준으로 이어진 것이다.
그러나 1992년에 채택된 이후 이 수정안은 연방 의회 의원이 매년 활동비 조정을 하는 것을 방해했다. 미국 대법원은 의회의 활동비 조정이 위헌이라는 이의 제기 소송에 대해 “시민들이 활동비 조정으로 인해 개인적으로 피해를 입었다고 증명할 수 없기 때문에 소송을 제기한 시민은 법적 자격이 없다”고 상고를 기각했다. 이후 연방 의회 의원은 수정안에 부과된 제한에 저촉되지 않고 보상을 올릴 수 있었다. 2001년 ‘새프 대 클린턴 사건’에서 미국 콜럼비아 특별 행정구 연방 순회 항소 법원이 수정안은 국회 연간 활동비 조정 비용에 영향을 미치지 않는다고 결정했다. 그러나 미국 대법원이 구체적인 문제에 대한 최종 결정을 내놓지 않고 있다.
이 수정안은 실제로 많은 주에 제안되어 왔다. 원래 헌법 자체를 비준 검토하기 위해 소집된 1788년 노스캐롤라이나 회의 때부터, 그 밖에도 여러 차례 수정안을 의회에 요청했다.
미국 상원 의원과 하원 의원의 그 서비스에 대한 보수를 확정하는 방법은 그 성립 후에 행해지는 첫 번째 하원 의원 선거 후까지 효력이 없는 것으로 한다. 이 의제는 가장 먼저 성립시킬 것으로 기대된다.

버지니아주는 1788년 헌법 비준 회의에서 노스캐롤라이나주가 제안한 것과 유사한 문구로 추천했다. 뉴욕주에도 같은 해 1788년 헌법 비준 회의에서 다음과 같은 문구로 연방 의회에서 검토를 촉구했다.
미국 상원 의원과 하원 의원의 보수는 기존의 법으로 확정된다. 기존의 보수율에 대한 변경 사항은 다음 선거가 실시될 때까지 의원에는 적용되지 않는다.

1816년, 연방 의회가 수정안을 각 주 의회에서 검토하도록 제출한 지 반세기 이상이나 지났지만, 매사추세츠 대법원이 1789년에 의회에서 제시된 것과 거의 같은 문맥으로 헌법에 대한 수정 요구를 표명했다. 이 추천을 구체화한 의회는 매사추세츠주 하원의 평결 138 대 29라는 결과로 승인했다고 기록되어 있다. 1816년 12월 또는 1817년 초 켄터키 의회도 동일한 작업을 거쳤으며, 직후 테네시 의회도 따라서 했다.

## 제안과 비준

### 주별 수정안 비준일

1789–92년 비준
1873년 비준
1978–91년 비준
1992년 5월 비준
1992–95년 비준
두 차례 비준 (NC: 1789/1989; KY: 1792/1996)
수정안을 비준하지 않은 주

연방 의회는 1789년 9월 25일에 이 수정안을 제안했다. 아래의 주에서 수정안을 비준했다.
1. 메릴랜드주 (1789년 12월 19일)
2. 노스캐롤라이나주 (1789년 12월 22일, 1989년에 재확인)
3. 사우스캐롤라이나주 (1790년 1월 19일)
4. 델라웨어주 (1790년 1월 28일)
5. 버몬트주 (1791년 11월 3일)
6. 버지니아주 (1791년 12월 15일)
7. 켄터키주 (1792년, 1996년에 재확인)
8. 오하이오주 (1873년 5월 6일)
9. 와이오밍주 (1978년 3월 6일)
10. 메인주 (1983년 4월 27일)
11. 콜로라도주 (1984년 4월 22일)
12. 사우스다코타주 (1985년 2월 21일)
13. 뉴햄프셔주 (1985년 3월 7일) (1790년 1월 26일 부결[1])
14. 애리조나주 (1985년 4월 3일)
15. 테네시주 (1985년 5월 23일)
16. 오클라호마주 (1985년 7월 10일)
17. 뉴멕시코주 (1986년 2월 14일)
18. 인디애나주 (1986년 2월 24일)
19. 유타주 (1986년 2월 25일)
20. 아칸소주 (1987년 3월 6일)
21. 몬태나주 (1987년 3월 17일)
22. 코네티컷주 (1987년 5월 13일)
23. 위스콘신주 (1987년 7월 15일)
24. 조지아주 (1988년 2월 2일)
25. 웨스트버지니아주 (1988년 3월 10일)
26. 루이지애나주 (1988년 7월 7일)
27. 아이오와주 (1989년 2월 9일)
28. 아이다호주 (1989년 3월 23일)
29. 네바다주 (1989년 4월 26일)
30. 알래스카주 (1989년 5월 6일)
31. 오리건주 (1989년 5월 19일)
32. 미네소타주 (1989년 5월 22일)
33. 텍사스주 (1989년 5월 25일)
34. 캔자스주 (1990년 4월 5일)
35. 플로리다주 (1990년 5월 31일)
36. 노스다코타주 (1991년 3월 25일)
37. 미주리주 (1992년 5월 5일)
38. 앨라배마주 (1992년 5월 5일)
39. 미시간주 (1992년 5월 7일)

비준은 1992년 5월 5일에 완료했다. 그 후 이 수정안은 다음 주에 따라 비준되었다.
40. 뉴저지주 (1992년 5월 7일)
41. 일리노이주 (1992년 5월 12일)
42. 캘리포니아주 (1992년 6월 26일)
43. 로드아일랜드주 (1993년 6월 10일) (1790년 6월 7일 부결)
44. 하와이주 (1994년 4월 26일)
45. 워싱턴주 (1995년 8월 12일)
46. 네브래스카주 (2016년 4월 1일)
아직 비준을 안한 주는 매사추세츠주, 미시시피주, 뉴욕주, 펜실베이니아주다.

## 같이 보기
- 권리장전 (미국)